# 白戸修の事件簿
『白戸修の事件簿』（しらとおさむのじけんぼ）は大倉崇裕による日本の推理小説。1998年、大倉が円谷夏樹の筆名時代に第20回小説推理新人賞を受賞した短編「ツール&ストール」を含む短編作品集であり、2002年に同名の単行本として出版されたが、文庫化にあたり改題された。続編として、『白戸修の狼狽』（しらとおさむのろうばい）、『白戸修の逃亡』（しらとおさむのとうぼう）も出版されている。
2012年には『白戸修の事件簿』、『白戸修の狼狽』を原作として千葉雄大主演でテレビドラマ化された。

## 書籍情報
| 巻数 | 書籍名          | 発売日        | レーベル | ISBN              | 収録作品                                                                                        | 備考                      |
| ---- | --------------- | ------------- | -------- | ----------------- | ----------------------------------------------------------------------------------------------- | ------------------------- |
| 1    | ツール&ストール | 2002年8月     | 双葉社   | 4-575-23446-X     | - ツール&ストール - サインペインター - セイフティゾーン - トラブルシューター - ショップリフター |                           |
| 1    | 白戸修の事件簿  | 2005年6月14日 | 双葉文庫 | 4-575-51015-7     | - ツール&ストール - サインペインター - セイフティゾーン - トラブルシューター - ショップリフター | 『ツール&ストール』を改題 |
| 2    | 白戸修の狼狽    | 2010年4月7日  | 双葉社   | 978-4-575-23689-7 | - ウォールアート - ベストスタッフ - タップ - ラリー - オリキ                                    |                           |
| 2    | 白戸修の狼狽    | 2013年5月16日 | 双葉文庫 | 978-4-575-51580-0 | - ウォールアート - ベストスタッフ - タップ - ラリー - オリキ                                    |                           |
| 3    | 白戸修の逃亡    | 2013年9月20日 | 双葉社   | 978-4-575-23832-7 | - 白戸修の逃亡                                                                                  |                           |
| 3    | 白戸修の逃亡    | 2016年9月15日 | 双葉文庫 | 978-4-575-51924-2 | - 白戸修の逃亡                                                                                  |                           |

## テレビドラマ
2012年1月27日よりTBS『フライデードラマNEO』枠でテレビドラマ化された。主演は千葉雄大。小説『白戸修の事件簿』とその続編である『白戸修の狼狽』を原作としている。
ドラマの本放送に先駆けて『白戸修の事件簿#0（エピソードゼロ）』を2012年1月20日24:30 - 25:05の時間帯で放送。その中で番組宣伝と並行して『高校生 白戸修〜初めての事件簿〜Episode0 前編・後編』が放送された。キャッチコピーは、「謎は7割方、解けました!犯人は…多分、あなたです!!」。
本作は『フライデードラマNEO』枠の最終作品で、前放送枠『Friday Break』から1年3か月間続いたドラマ枠は月曜深夜に『ドラマNEO』を枠移動および放送時間を拡大する形で廃枠となり、2012年4月から放送開始された『クイズ!イチガン』からは再びバラエティ番組枠に戻る。
第8話では千葉が出演した『映画 桜蘭高校ホスト部』とのコラボレーションで、ホスト部メンバーが出演した。

### 出演者

#### 主要人物
白戸 修 (24) - 千葉雄大（10歳：石田竜輝）
大学卒業後2年間、度重なる災難に見舞われ就職のチャンスを逃し続けていた。ようやく世界堂出版への就職が決まるが、東都銀行阿佐ヶ谷支店の銀行強盗事件後、自ら内定辞退し警察官を目指す。
黒崎 仁志 (22) - 本郷奏多（8歳：佐藤瑠生亮）
有名国立大学に入学し、東都銀行に内定が決まっている。白戸が高校3年、黒崎が高校1年の時に突然引っ越してから6年ぶりに再会する。
赤川 莉央 - 中村静香
ものまねタレントをしながら、喫茶店「みっくすじゅ〜す」のウェイトレスをはじめ、様々なバイトを掛け持ちしている。

#### ゲスト
- Episode 0
  - 片桐 一朗（莉央のマネージャー） - 森本のぶ
  - 遠藤 未希子（番組ディレクター） - 山口ひろ子
  - キスミー秋山（ものまねタレント） - 深沢敦
  - 南 実花（グラビアアイドル） - 菊井亜希
  - 田中 誠（番組AD） - タモト清嵐
- 第1 - 2話
  - 山野井 大介（警察盗犯係元刑事） - 寺島進
  - 猪田 甲治（古本堂店主・アパート大家） - 諏訪太朗
  - 桑田 政志（スリ常習犯） - 大西武志
  - 山霧 純子（スリ常習犯） - 田野アサミ（第7 - 8話）
- 第3 - 4話
  - 七倉 豊（ネクストパーキング管理部） - 永井大
  - 清水 洋（莉央の幼なじみ） - 佐野和真
  - 須藤 清吾（ホームレス） - 並樹史朗
  - 轟 郁美（イラストレーター） - 木下隆行（TKO）
  - 犬飼 武彦（世界堂出版編集長） - 竹下宏太郎（第3話）
  - 和田 政子（主婦） - 松本じゅん（第3話）
  - 向山 剛史（世界堂出版就職試験受験者→「みっくすじゅ〜す」バイト） - 松尾諭（第3・7 - 最終話）
- 第5 - 6話
  - 諸刃 冴子（盗聴バスター） - 小島聖
  - 川田 吾一（メゾンヴィレッジ阿佐ヶ谷管理人） - 志賀廣太郎
  - 柳沢 由美（ストーカー被害者） - 高部あい
  - 水原 哲郎（由美の婚約者） - 渋江譲二（最終話）
  - 山村 靖男（由美の部屋の隣人） - 八神蓮
  - 久保 正之（車上狙い窃盗犯） - 平沼紀久
  - 諸刃 たくみ（冴子の息子） - 須田瑛斗（第6話）
- 第7 - 8話
  - 深田 重子（丸三デパート万引き保安員） - 岸本加世子
  - 岩崎 大輔（杉並署盗犯係刑事） - 遠藤要
  - 黒崎 武志（仁志の父親・黒崎部品製作所社長） - 甲本雅裕（第7・最終話）
  - 岡村 博美 （万引きの常習犯） - 麻美ゆま（第8話）
  - 藤岡 ハルヒ（桜蘭高校ホスト部員） - 川口春奈（第8話）[1]
  - 須王 環（桜蘭高校ホスト部員） - 山本裕典（第8話）[1]
  - 銛之塚 崇（桜蘭高校ホスト部員） - 中村昌也（第8話）[1]
  - 常陸院 光（桜蘭高校ホスト部員） - 高木心平（第8話）[1]
  - 常陸院 馨（桜蘭高校ホスト部員） - 高木万平（第8話）[1]
- 第9 - 最終話
  - 芹沢 哲生 / 杉田 孝三（清掃員・指名手配犯） - 石黒賢
  - 緑川 雄介（東都銀行阿佐ヶ谷支店長） - 伊藤正之
  - 乾 晴彦（銀行強盗・黒崎部品製作所元従業員） - おかやまはじめ
  - 手塚 良太（銀行強盗・黒崎部品製作所元従業員） - 堤隆博
  - 越前 聡史（銀行強盗・黒崎部品製作所元従業員） - 江畑浩規
  - 山崎 孝之（コック） - 延山信弘（第9話）
  - 森本 浩二（テレビリポーター） - 木本武宏（TKO）
  - 杉田 なつみ（杉田の娘） - 仲原舞
  - 阿佐ヶ谷駅の通行人 - オカモトショウ（OKAMOTO'S / 第9話）

### スタッフ
- 原作：大倉崇裕（『白戸修の事件簿』『白戸修の狼狽』双葉社）
- 脚本：渡辺啓、穴吹一朗、谷岡由紀
- 演出：鈴木浩介、松田礼人、阿南昭宏、福田亮介
- 音楽：仲西匡
- 主題歌：OKAMOTO'S 「青い天国」（アリオラジャパン）
- ナレーション：立木文彦
- スタントコーディネーター：森﨑えいじ
- プロデューサー：新井順子、佐藤敦司（ドリマックス・テレビジョン）
- チーフプロデューサー：杉山剛（ソニー・ミュージックエンタテインメント）
- 特別協力：ソニー・ミュージックエンタテインメント
- 制作協力：ドリマックス・テレビジョン
- 制作・著作：TBS

### サブタイトル
| 各話                                                      | 放送日        | サブタイトル                               | 妄想探偵おさむちゃん サブタイトル | 脚本            | 演出     |
| --------------------------------------------------------- | ------------- | ------------------------------------------ | --------------------------------- | --------------- | -------- |
| Episode0                                                  | 2012年1月20日 | 高校生 白戸修〜初めての事件簿〜 前編・後編 | -                                 | 谷岡由紀        | 松田礼人 |
| 第1話                                                     | 2012年1月27日 | ツール&ストール前編                        | 帆立貝の軌跡                      | 渡辺啓          | 鈴木浩介 |
| 第2話                                                     | 2012年2月3日  | ツール&ストール後編                        | 揺れるお小遣い                    | 渡辺啓          | 鈴木浩介 |
| 第3話                                                     | 2012年2月10日 | ウォールアート前編                         | リボンの手ほどき                  | 穴吹一朗        | 鈴木浩介 |
| 第4話                                                     | 2012年2月17日 | ウォールアート後編                         | エビ、脱出!                       | 穴吹一朗        | 鈴木浩介 |
| 第5話                                                     | 2012年2月24日 | タップ前編                                 | 消えた黄金の鍵                    | 渡辺啓          | 松田礼人 |
| 第6話                                                     | 2012年3月2日  | タップ後編                                 | タバスコの行方                    | 渡辺啓          | 松田礼人 |
| 第7話                                                     | 2012年3月9日  | ショップリフター前編                       | 胸に向かって撃て!                 | 穴吹一朗 渡辺啓 | 阿南昭宏 |
| 第8話                                                     | 2012年3月16日 | ショップリフター後編                       | とろけさせて……愛                  | 穴吹一朗 渡辺啓 | 福田亮介 |
| 第9話                                                     | 2012年3月23日 | セイフティゾーン前編                       | 沈む預金通帳                      | 渡辺啓          | 鈴木浩介 |
| 最終話                                                    | 2012年3月30日 | セイフティゾーン後編                       | 俺のハート                        | 渡辺啓          | 鈴木浩介 |
| 平均視聴率 3.6%（視聴率は関東地区・ビデオリサーチ社調べ） |               |                                            |                                   |                 |          |

### ネット局・放送時間
| 放送対象地域   | 放送局                    | 放送期間                | 放送日時           | Episode0放送日時      | 備考       |
| -------------- | ------------------------- | ----------------------- | ------------------ | --------------------- | ---------- |
| 関東広域圏     | TBSテレビ（TBS）          | 2012年1月27日 - 3月30日 | 金曜 24:20 - 24:50 | 1月20日 24:35 - 25:05 | 制作局     |
| 静岡県         | 静岡放送（SBS）           | 2012年1月27日 - 3月30日 | 金曜 24:20 - 24:50 | 1月20日 24:35 - 25:05 | 同時ネット |
| 近畿広域圏     | 毎日放送（MBS）           | 2012年1月31日 - 4月3日  | 火曜 26:40 - 27:10 | 1月24日 26:40 - 27:10 | 4日遅れ    |
| 中京広域圏     | 中部日本放送（CBC）       | 2012年2月3日 - 4月6日   | 金曜 26:30 - 27:00 | 1月27日 26:30 - 27:00 | 7日遅れ    |
| 北海道         | 北海道放送（HBC）         | 2012年2月7日 - 4月10日  | 火曜 24:20 - 24:51 | 1月31日 24:20 - 24:51 | 11日遅れ   |
| 熊本県         | 熊本放送（RKK）           | 2012年2月8日 - 4月11日  | 水曜 24:25 - 24:55 | 2月1日 24:25 - 24:55  | 12日遅れ   |
| 岡山県・香川県 | 山陽放送（RSK）           | 2012年2月3日 - 4月13日  | 金曜 24:55 - 25:25 | 1月27日 24:55 - 25:25 | 14日遅れ   |
| 富山県         | チューリップテレビ（TUT） | 2012年2月5日 - 4月15日  | 日曜 24:50 - 25:20 | なし                  | 16日遅れ   |
| 鹿児島県       | 南日本放送（MBC）         | 2012年3月12日 - 5月14日 | 月曜 24:10 - 24:40 | なし                  | 45日遅れ   |
| 石川県         | 北陸放送（MRO）           | 2012年3月14日 - 5月16日 | 水曜 24:55 - 25:25 | なし                  | 47日遅れ   |
| 愛媛県         | あいテレビ（ITV）         | 2012年4月20日 - 7月6日  | 金曜 25:25 - 25:55 | なし                  | 84日遅れ   |
| 岩手県         | IBC岩手放送（IBC）        | 2012年6月21日 - 9月6日  | 木曜 23:50 - 24:20 | なし                  | 146日遅れ  |
| 青森県         | 青森テレビ（ATV）         | 2012年7月25日 - 9月26日 | 水曜 25:00 - 25:30 | なし                  | 180日遅れ  |

| TBS フライデードラマNEO                    | TBS フライデードラマNEO                     | TBS フライデードラマNEO                      |
| 前番組                                     | 番組名                                      | 次番組                                       |
| ------------------------------------------ | ------------------------------------------- | -------------------------------------------- |
| 怪盗ロワイヤル （2011.10.28 - 2011.12.23） | 白戸修の事件簿 （2012.1.27 - 2012.3.30）    | 廃枠                                         |
| TBS 金曜24:20 - 24:50枠                    |                                             |                                              |
| 怪盗ロワイヤル                             | 白戸修の事件簿 【この番組まで連続ドラマ枠】 | クイズ!イチガン 【この番組からバラエティ枠】 |